# Михайлов, Атанас
}}
Атанас Христов Михайлов (болг. Атанас Xpистов Михайлов), по прозвищу Начко (болг. Начко; 5 июля 1949, София, Народная Республика Болгария — 1 октября 2006, София, Болгария) — болгарский футболист и тренер; нападающий. В 1965—1968 и 1971—1981 годах выступал за клуб «Локомотив» в Софии. В 1969—1971 годах играл за болгарский клуб «Славия». В 1981—1983 годах выступал за кипрский клуб «Неа Саламина». В 1970—1981 годах играл за сборную Болгарии по футболу. Завершив карьеру игрока, был тренером болгарских клубов «Локомотив» и «Славия».

## Клубная карьера
В возрасте 10 лет Атанас Михайлов поступил в спортивную школу клуба «Локомотив» в Софии. Дебютировал в возрасте 16 лет в группе «А» 3 июля 1965 года в домашнем матче против клуба «Спартак» Плевен, окончившийся победой хозяев со счётом 4:2. Это был 28-й тур сезона 1964/65 года. С сезона 1965/66 года уже входил в состав клуба «Локомотив». До декабря 1968 года провёл 77 матчей и забил 26 голов.
В январе 1969 года, после слияния столичных клубов «Локомотив» и «Славия», вошёл в состав объединенной команды «Славия», за которую два с половиной года выступал в группе «А», проведя 43 матча и забив 14 голов. Он также сыграл в 4 матчах за клуб на европейских турнирах, забив гол в победном матче Кубка УЕФА над шотландским клубом «Килмарнок» 26 ноября 1969 года.
Летом 1971 года, после того как «Локомотив» и «Славия» восстановили самостоятельное существование, Атанас Михайлов снова вошёл в состав клуба «Локомотив» София. Будучи капитаном, дважды выводил команду в финал национального кубка в сезонах 1974/75 и 1976/77 годов, в которых «Локомотив», однако, уступил клубам «Славия» и «Левски» соответственно. Он был лидером «Локомотива» в сезоне 1977/78 года, в котором его команда завоевала титул в группе «А» после четырнадцатилетнего перерыва. За сезон сыграл 27 матчей и забил 11 голов. В 1979 году был объявлен Футболистом года в Болгарии.
Большой вклад Михайлов внёс в европейских играх «Локомотива» в сезоне 1979/80 года, когда команда дошла до четвертьфинала Кубка УЕФА. Во втором туре турнира он забил 5 голов в 2 матчах с монегаскским клубом «Монако» (4:2, 1:2), после чего во франкоязычной прессе его прозвище «Начко» заменили на «Моначко». Газета «Крос Матен» назвала его «Балканским Пушкашем». После встречи в Монте-Карло французы предложили за него 1,3 миллиона долларов, но футболист продолжил выступать за свой клуб «Локомотив». В следующем туре против клуба «Динамо» Киев он забил единственный гол в матче, исполнив штрафной удар в стенку из девяти игроков команды противника; десятый полевой игрок у ворот попытался помочь вратарю своей команды, но Михайлов умелым ударом слева отправил мяч в сетку. Всего за «Локомотив» на еврокубках он провёл 12 матчей и забил 7 голов.
Летом 1981 года перешёл в кипрский клуб «Неа Саламина», в котором отыграл два сезона, прежде чем завершить карьеру игрока в возрасте 34 лет.

## Международная карьера
С 1967 по 1979 год играл в составе сборной Болгарии; провёл 45 матчей и забил 23 гола за сборную «А» и 2 матча и 1 гол за сборную «Б». Провёл 46 матчей и забил 31 гол за молодежную сборную Болгарии (до 23 лет) и стал рекордсменом сборной по забитым голам. Также провёл 3 матча и забил 1 гол за юношескую сборную Болгарии (до 17 лет). Серебряный призер Олимпийских игр 1968 года в Мексике; признан лучшим игроком турнира. Его включили в состав сборной на Чемпионат мира 1970 года в Мексике, который он был вынужден пропустить из-за травмы. Узнав об этом, известный футболист и тренер Хельмут Шён сказал, что сборная Болгарии потеряла сильнейшего игрока. Участвовал в Чемпионате мира 1974 года в Германии, сыграв в 3-х матчах.

## Тренерская карьера
Атанас Михайлов занял пост главного тренера клуба «Локомотив» София летом 1988 года. Под его руководством команда заняла восьмое место в группе «А», одержав 12 побед, сыграв 4 ничьи и потерпев 14 поражений; разница забитых и пропущенных мячей 36:34.

## Достижения
«Локомотив (София)»
- Чемпион Болгарии: 1977/78.

Сборная Болгарии
- Олимпийские игры: 1968 — серебро.
- Футболист года в Болгарии: 1979.

## Личная жизнь
Отец футболиста Виктора Михайлова. Атанас Михайлов был религиозным человеком. Он как-то сказал: «Я не знаю, существует ли Бог, я не знаю имени этой высшей силы, управляющей нашей судьбой, но я в неё верю». В начале 2006 года здоровье спортсмена внезапно ухудшилось. У него диагностировали рак почки. 21 февраля того же года ему сделали операцию по удалению больного органа и назначили химиотерапию. Скончался вследствие болезни 1 октября 2006 года.